# David Butler (gouverneur)
Pour les articles homonymes, voir David Butler et Butler.
David Christy Butler, né le 15 décembre 1829 et mort le 25 mai 1891, est un homme politique républicain américain. Il est le 1er gouverneur du Nebraska entre 1867 et 1871.

## Sources
- (en) Cet article est partiellement ou en totalité issu de l’article de Wikipédia en anglais intitulé « David Butler (American politician) » (voir la liste des auteurs).